# Иэн Честертон
Иэн (Йен) Честертон (англ. Ian Chesterton) — персонаж британского научно-фантастического сериала «Доктор Кто», сыгранный Уильямом Расселом. Он был одним из трёх первых спутников Доктора. Работал в той же школе (Коал Хилл (англ. Coal Hill School)) в Восточном Лондоне, в которой работают также учителями спутники Двенадцатого Доктора Клара Освальд и Дэнни Пинк.

## Биография

### Путешествуя с Доктором
До встречи с Доктором Иэн Честертон работал учителем естествознания в школе Коал Хилл. Там же с ним работала его коллега Барбара Райт, учитель истории. Их внимание привлекла к себе странная ученица, Сьюзен Форман, которая показывала обширные знания по всем предметам, но тем не менее не знала элементарных вещей. К тому же Барбара выясняет, что адрес, по которому проживает Сьюзен — на самом деле свалка, рядом с которой нет ни одного жилого дома. Иэн и Барбара решают проследить за Сьюзен и обнаруживают на свалке истинный дом своей ученицы — телефонную будку ТАРДИС, которая внутри больше, чем снаружи. Иэн и Барбара не могут поверить своим глазам и решают, что это какой-то трюк. Поэтому Доктор, дедушка Сьюзен, отправляет их на ТАРДИС в доисторический период. Но была одна маленькая проблема: ТАРДИС сломана, и Доктор не успел её починить. Теперь ему, Сьюзен, Барбаре и Иэну нужно искать обратный путь в 1963 год.
За время своих путешествий они успели побывать на планете Скаро, встретить ацтеков, римлян и девушку Вики. После двух лет путешествия Барбара и Иэн, используя машину времени далеков, отправляются домой в 1965 год.
В сериале Иэна показывают как сильного персонажа, способного на физические действия, в отличие от старого Доктора. Его беспокойство за всех — это желание обезопасить команду ТАРДИС. В ранних историях он часто спорил с Доктором из-за того, что последний доставлял команду в опасные места лишь из-за своего любопытства. Его взаимоотношения с Барбарой не скрывались, но тем не менее они так и не были показаны в телевизионных сериях.
Иэн показывает удивительный набор навыков, путешествуя с Доктором. Он разжёг огонь в серии «Неземное дитя», ездил на лошади, дрался на мечах и знал о болевых точках человека. Также он в одиночку защищал Барбару, спасая её от сарацинов в серии «Крестовый поход». В этой истории его посвятил в рыцари король Ричард I как «сэра Иэна Яффского», хотя, как видно, он не сможет распоряжаться этим титулом сам. После двух лет путешествия Иэн и Барбара, используя машину времени далеков, отправляются домой в 1965 год.

### Жизнь после Доктора
После путешествия с Доктором у Барбары с Иэном родился сын, Джон Честертон, который стал известным музыкантом. Он очень нравился спутнице Седьмого Доктора Эйс.

## Другие появления
В фильме «Доктор Кто и Далеки» Иэн Честертон — возлюбленный Барбары. В отличие от персонажа из сериала, в этом фильме Иэн неуклюжий идиот, который спасётся благодаря удаче.
В новеллизации серии «Далеки» повествование идёт от лица Иэна. Встреча с Доктором, Барбарой и Сьюзен в книге изменена в автомобильный инцидент.

## Появления в «Докторе Кто»

### Серии
| Номер | № | Серия              | Оригинальное название   | Сценарист       | Режиссёр                        | Дата выхода                      | Код |
| ----- | - | ------------------ | ----------------------- | --------------- | ------------------------------- | -------------------------------- | --- |
| 001   | 1 | Неземное дитя      | An Unearthly Child      | Энтони Кобёрн   | Уорис Хуссеин                   | 23 ноября — 14 декабря 1963      | A   |
| 002   | 2 | Далеки             | The Daleks              | Терри Нэйшн     | Ричард Мартин и Кристофер Бэрри | 21 декабря 1963 — 1 февраля 1964 | B   |
| 003   | 3 | Грань уничтожения  | The Edge of Destruction | Дэвид Уайтэйкер | Ричард Мартин и Фрэнк Кокс      | 8—15 февраля 1964                | C   |
| 004   | 4 | Марко Поло         | Marco Polo              | Джон Лукаротти  | Уорис Хуссеин                   | 22 февраля — 4 апреля 1964       | D   |
| 005   | 5 | Ключи Маринуса     | The Keys of Marinus     | Терри Нэйшн     | Джон Горри                      | 11 апреля — 16 мая 1964          | E   |
| 006   | 6 | Ацтеки             | The Aztecs              | Джон Лукаротти  | Джон Крокетт                    | 23 мая — 13 июня 1964            | F   |
| 007   | 7 | Сенсориты          | The Sensorites          | Питер Р. Ньюмэн | Мервин Пинфилд и Фрэнк Кокс     | 20 июня — 1 августа 1964         | G   |
| 008   | 8 | Господство террора | The Reign of Terror     | Деннис Спунер   | Генрих Хирч и Джон Горри        | 8 августа — 12 сентября 1964     | H   |

| Номер | №  | Серия                      | Оригинальное название       | Сценарист       | Режиссёр                        | Дата выхода                 | Код |
| ----- | -- | -------------------------- | --------------------------- | --------------- | ------------------------------- | --------------------------- | --- |
| 009   | 9  | Планета гигантов           | Planet of Giants            | Льюис Маркс     | Мерфин Пинфилд и Дуглас Кэмфилд | 31 октября — 14 ноября 1964 | J   |
| 010   | 10 | Вторжение далеков на Землю | The Dalek Invasion of Earth | Терри Нэйшн     | Ричард Мартин                   | 21 ноября — 26 декабря 1964 | K   |
| 011   | 11 | Спасение                   | The Rescue                  | Дэвид Уитакер   | Кристофер Бэрри                 | 2—9 января 1965             | L   |
| 012   | 12 | Римляне                    | The Romans                  | Деннис Спунер   | Кристофер Бэрри                 | 16 января — 6 февраля 1965  | M   |
| 013   | 13 | Планета-сеть               | The Web Planet              | Билл Штраттон   | Ричард Мартин                   | 13 февраля — 20 марта 1965  | N   |
| 014   | 14 | Крестовый поход            | The Crusade                 | Дэвид Уайтэйкер | Дуглас Кэмфилд                  | 27 марта — 17 апреля 1965   | P   |
| 015   | 15 | Космический музей          | The Space Museum            | Глин Джонс      | Мервин Пинфилд                  | 24 апреля — 15 мая 1965     | Q   |
| 016   | 16 | Погоня                     | The Chase                   | Терри Нэйшн     | Ричард Мартин и Дуглас Кэмфилд  | 22 мая — 26 июня 1965       | R   |

| Номер | №  | Серия        | Оригинальное название   | Сценарист    | Режиссёр            | Дата выхода     |
| ----- | -- | ------------ | ----------------------- | ------------ | ------------------- | --------------- |
| 300   | 17 | Сила Доктора | The Power of the Doctor | Крис Чибнелл | Джейми Магнус Стоун | 23 октября 2022 |

### Фильмы
| Номер | № | Фильм               | Оригинальное название  | Сценарист   | Режиссёр       | Дата выхода     | Код |
| ----- | - | ------------------- | ---------------------- | ----------- | -------------- | --------------- | --- |
|       |   | Доктор Кто и Далеки | Dr. Who and the Daleks | Терри Нэйшн | Гордон Флеминг | 23 августа 1965 |     |

### Аудио-драмы
| Название                     | Оригинальное название  | Автор          | Дата выхода  |
| ---------------------------- | ---------------------- | -------------- | ------------ |
| Здесь могут водиться монстры | Here There Be Monsters | Энди Лейн      | 31 июля 2008 |
| Прохождение Венеры           | Transit of Venus       | Джаклин Райнер | январь 2009  |

### Романы
| Название           | Оригинальное название     | Автор           | Дата выхода  |
| ------------------ | ------------------------- | --------------- | ------------ |
| Колыбельная Венеры | Venusian Lullaby          | Пол Леонард     | октябрь 1994 |
| Ученик Чародея     | The Sorcerer’s Apprentice | Кристофер Булис | июнь 1995    |
| Заговорщики        | The Plotters              | Гэрет Робертс   | ноябрь 1996  |

| Название                   | Оригинальное название | Автор                     | Дата выхода    |
| -------------------------- | --------------------- | ------------------------- | -------------- |
| Лицо Врага                 | The Face of the Enemy | Дэвид А. МакИнти          | 5 января 1998  |
| Охотники на ведьм          | The Witch Hunters     | Стив Лионс                | 2 марта 1998   |
| Город на краю света        | City at World’s End   | Кристофер Булис           | сентябрь 1999  |
| Византия!                  | Byzantium!            | Кейт Топпинг              | июль 2001      |
| Одиннадцатый тигр          | The Eleventh Tiger    | Дэвид А. МакИнти          | май 2004       |
| Путешественники во времени | The Time Travellers   | Саймон Гвирир             | ноябрь 2005    |
| Матрица                    | Matrix                | Майк Такер и Роберт Перри | 5 октября 1998 |

### Рассказы
| Название                                               | Оригинальное название                                          | Автор                         | Опубликовано в                        |
| ------------------------------------------------------ | -------------------------------------------------------------- | ----------------------------- | ------------------------------------- |
| Обзор схватки                                          | Brief Encounter                                                | Дэвид Бишоп                   | Doctor Who Magazine #169              |
| Книга Теней                                            | The Book of Shadows                                            | Джим Мортимор                 | Decalog                               |
| Девятидневная королева                                 | The Nine-Day Queen                                             | Мэтт Джонс                    | Decalog 2: Lost Property              |
| Последние Дни                                          | The Last Days                                                  | Ивэн Притчард                 | Short Trips                           |
| Визитка римлян                                         | Romans Cutaway                                                 | Дэвид А. МакИнти              | More Short Trips                      |
| В конце дороги нечего нет                              | Nothing at the End of the Lane                                 | Дэниел О’Махони               | Short Trips and Sidesteps             |
| Настоящие и неоспоримые факты в истории с черепом Рэма | The True and Indisputable Facts in the Case of the Ram’s Skull | Марк Мичаловски               | Short Trips: Zodiac                   |
| Разбившиеся врата                                      | The Splintered Gate                                            | Джастин Ричардс               | Short Trips: Companions               |
| Дистанция                                              | Distance                                                       | Тара Саммс                    | Short Trips: Companions               |
| Грязь и глина                                          | Mire and Clay                                                  | Гэрет Уигмор                  | Short Trips: A Universe of Terrors    |
| Вор таверны                                            | The Thief of Sherwood                                          | Джонатан Моррис               | Short Trips: Past Tense               |
| Ноша белого человека                                   | White Man’s Burden                                             | Джон Биннс                    | Short Trips: Past Tense               |
| Каждый день                                            | Every Day                                                      | Стэфен Фьюэл                  | Short Trips: A Christmas Treasury     |
| Глупость князя                                         | The Duke’s Folly                                               | Гэрет Уигмор                  | Short Trips: Seven Deadly Sins        |
| В камне                                                | Set in Stone                                                   | Чарльз Оштерлони и Джон Айлис | Short Trips: The History of Christmas |
| Руины времени                                          | The Ruins of Time                                              | Филип Пёрсер-Халлард          | Short Trips: Time Signature           |
| Скажи мне, что любишь меня                             | Tell Me You Love Me                                            | Скотт Мэттьюмэн               | Short Trips: The Ghosts of Christmas  |

### Комиксы
| Название      | Оригинальное название  | Автор                     | Опубликовано в           |
| ------------- | ---------------------- | ------------------------- | ------------------------ |
| Духовный опыт | A Religious Experience | Варвик Грэй и Колин Эндрю | Doctor Who Yearbook 1994 |